# هوراس سلوغهورن
هوراس سلوغهورن هوريس سلوجهورن، سلجهورن (بالإنكليزية: Horace Slughorn) شخصية خيالية من سلسلة هاري بوتر للمؤلفة البريطانية ج. ك. رولنغ. ساحر قوي، ومعلم في هوغوورتس، رئيس سليذرين السابق، والقائم بأعمال رئاسة المنزل حالياً، أستاذ الوصفات في المدرسة. وصديق مقرب لألباس دمبلدور مدير المدرسة. ظهر للمرة الأولى في الكتاب السادس من السلسلة هاري بوتر والأمير الخليط. ولعبت ذاكرته دوراً محورياً في كشف سر خلود لورد فولدمورت، حيث يتضح في النهاية أنه هو من أطلع توم ريدل الشاب على سحر الهوركروكسات.
بدأ التدريس في نفس الوقت تقريباً الذي بدأ فيه دمبلدور، وتنحى في نهاية العام الدراسى 1980-1981. تحدث إليه دمبلدور وهاري للعودة إلى تدريس الوصفات مرة أخرى في صيف 1996. ابتكر «نادى سلج» لطلابه المفضلون.
المنزل: سابقاً وحاضراً هو مدير منزل سليذرين.
المجال: الوصفات.